# Ve Golokuati

Ve Golokuati är en ort i sydöstra Ghana. Den är huvudort för distriktet Afadzato South, och folkmängden uppgick till 4 437 invånare vid folkräkningen 2010.